# Parti démocrate chinois

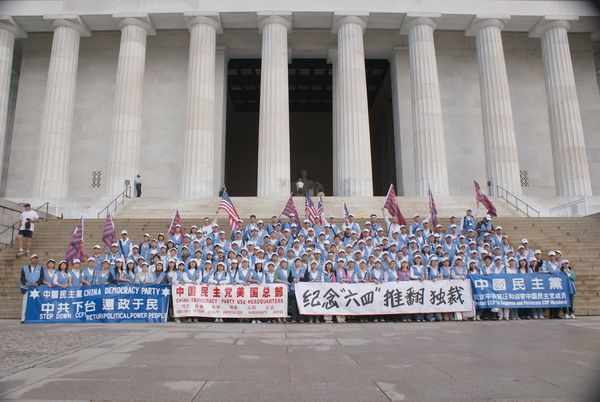
Parti démocrate chinois

Le parti démocrate chinois (chinois simplifié : 中国民主党 ; chinois traditionnel : 中國民主黨) est un parti politique créé en république populaire de Chine et interdit par le parti communiste chinois.

## Historique
Le parti démocrate chinois a été fondé notamment par Qin Yongmin, Wang Youcai et Xu Wenli. Après avoir essayé de se faire enregistrer légalement, le Parti démocrate chinois a été interdit en 1998.
À la fin de l'année 1998, des membres du Parti démocrate sont condamnés à des peines de prison significatives (de dix à treize ans). En février 1999, cinq nouvelles antennes sont créées en province, le parti démocratique revendique alors une centaine de membres en Chine.